# Cynortula undulata
Cynortula undulata is een hooiwagen uit de familie Cosmetidae.